# علی حسن نایفه
علی حسن نایفه (۲۱ دسامبر ۱۹۳۳ – ۲۷ مارس ۲۰۱۷) ریاضیدان، مهندس مکانیک و فیزیکدان فلسطینی - اردنی بود. وی به عنوان تأثیرگذارترین دانشمند و دانشمندی در زمینه دینامیک‌های غیرخطی کاربردی در مکانیک و مهندسی شناخته می‌شود. وی برنده افتتاحیه جایزه دینامیک توماس ک. کاگی بود و مدال بنیامین فرانکلین را در مهندسی مکانیک دریافت کرد. کارهای پیشگام وی در دینامیک غیرخطی در ساخت و نگهداری ماشین آلات و سازههایی که در زندگی روزمره معمول است مانند کشتی‌ها، جرثقیل‌ها، پل‌ها، ساختمانها، آسمان‌خراش‌ها، موتورهای جت، موتورهای موشک، هواپیماها و فضاپیما‌ها اثرگذار بوده‌است. آخرین دانشجوی دکترای او در ویرجینیا تک، آرش بهرامی، استاد کنونی دانشکده مهندسی مکانیک در دانشکدگان فنی دانشگاه تهران بوده است.

## انتشارات

### کتاب‌ها
- Ali H. Nayfeh, Dean T. Mook (1979). Nonlinear Oscillations. John Wiley & Sons.
- Ali H. Nayfeh (1993). The Method of Normal Forms. John Wiley & Sons.
- Ali H. Nayfeh (1993). Introduction to Perturbation Techniques. John Wiley & Sons.
- Ali H. Nayfeh, Balakumar Balachandran (1995). Applied Nonlinear Dynamics: Analytical, Computational and Experimental Methods. John Wiley & Sons. Bibcode:1995anda.book.....N.
- Ali H. Nayfeh (2000). Perturbation methods. John Wiley & Sons.
- Ali H. Nayfeh (2000). Nonlinear Interactions: Analytical, Computational, and Experimental Methods. John Wiley & Sons.
- Ali H. Nayfeh, P. Frank Pai (2004). Linear and Nonlinear Structural Mechanics. John Wiley & Sons.